# Иглови
Игловите (Syngnathidae) са семейство риби от разред иглообразни (Syngnathiformes). Наброяват малко над 200 вида и са разпръснати в топлите страни и на двете полукълба. Повечето видове обитават плитките места край крайбрежията, а само някои живеят по-надълбоко и водят пелагичен живот. Макар че повечето от представителите обитават по-топлите места, е допустимо да живеят и в умерения пояс, особено в Черно море и Средиземно море. Размерите на отделните видове варират между 2,5 и 60 см. Тялото им е удължено и тънко, цялото е покрито с костни щитчета. Предната част на главата им е удължена, което наподобява самия връх на игла. Размножават се през пролетно-летните месеци. При морските игли мъжкият се грижи за малките. Те се хранят с планктон дребни ракообразни и ларви на риби.

## Класификация
Семейство Иглови
- Подсемейство Hippocampinae
  - Род Морски кончета (Hippocampus)
  - Род Histiogamphelus
- Подсемейство Syngnathinae (морски игли)
  - Род Acentronura Kaup, 1953
  - Род Anarchopterus Hubbs, 1935
  - Род Apterygocampus Weber, 1993
  - Род Bhanotia Hora, 1926
  - Род Bryx Herald, 1940
  - Род Bulbonaricus Herald, 1953
  - Род Campichthys Whitley, 1931
  - Род Choeroichthys Kaup, 1856
  - Род Corythoichthys Kaup, 1853
  - Род Cosmocampus Dawson, 1979
  - Род Doryichthys Kaup, 1953
  - Род Doryrhamphus Kaup, 1856
  - Род Dunckerocampus Whitley, 1933
  - Род Enneacampus Dawson, 1981
  - Род Entelurus Duméril, 1870
  - Род Festucalex Whitley, 1991
  - Род Filicampus Whitley, 1948
  - Род Halicampus Kaup, 1856
  - Род Haliichthys Gray, 1859
  - Род Heraldia Paxton, 1975
  - Род Hippichthys Bleeker, 1849
  - Род Hypselognathus Whitley, 1948
  - Род Ichthyocampus Kaup, 1853
  - Род Kaupus Whitley, 1971
  - Род Kimblaeus Dawson, 1980
  - Род Kyonemichthys Gomon, 2007
  - Род Leptoichthys Kaup, 1853
  - Род Leptonotus Kaup, 1853
  - Род Lissocampus Waite and Hale, 1921
  - Род Maroubra Whitley, 1948
  - Род Micrognathus Duncker, 1912
  - Род Microphis Kaup, 1853
  - Род Minyichthys Herald and Randall, 1972
  - Род Mitotichthys Whitley, 1948
  - Род Nannocampus Günther, 1877
  - Род Nerophis Rafinesque, 1810
  - Род Notiocampus Dawson, 1979
  - Род Penetopteryx Lunel, 1881
  - Род Phoxocampus Dawson, 1977
  - Род Phycodurus Gill, 1896
  - Род Phyllopteryx Swainson, 1839
    - Вид Phyllopteryx dewysea – Рубинен морски дракон
    - Вид Phyllopteryx taeniolatus – Обикновен, тревен морски дракон

  - Род Pseudophallus Herald, 1940
  - Род Pugnaso Whitley, 1948
  - Род Siokunichthys Herald, 1953
  - Род Solegnathus Swainson, 1839
  - Род Stigmatopora Kaup, 1853
  - Род Stipecampus Whitley, 1948
  - Род Syngnathoides Bleeker, 1851
  - Род Syngnathus Linnaeus, 1758
  - Род Trachyrhamphus Kaup, 1853
  - Род Urocampus Günther, 1870
  - Род Vanacampus Whitley, 1951

### Морски дракони
Морските дракони са риби от семейство иглови (Syngnathidae), подобни на морски кончета, със сложни израстъци, които им помагат да се прикриват сред водораслите в плитките крайбрежни води на Южна Австралия.
Съществуват три вида:
- Phyllopteryx dewysea – Рубинен морски дракон
- Phyllopteryx taeniolatus – Обикновен морски дракон
- Phycodurus eques – Листовидният морски дракон

- P. dewysea
- P. taeniolatus
- P. eques